# Vida Breže
Vida Breže, slovenska plesalka, koreografinja, igralka, kulturna antropologinja in etnologinja,  * 1. december 1979, Maribor

## Filmografija
- Norega se metek ogne (2004)
- Psi brezčasja (2015)